# Шелби (окръг, Охайо)
Окръг Шелби (на английски: Shelby County) е окръг в щата Охайо, Съединени американски щати. Площта му е 1064 km², а населението - 47 910 души (2000). Административен център е град Сидни.